# 横嶋良
横嶋 良（よこじま りょう、Yokojima Ryo、1981年7月4日 - ）は、アルペンスキーヤー、ラリードライバー。「アメリカ横断ウオーク2001」（日本ウオーキング協会、読売新聞社主催、KDDI特別協賛）隊員。

## 略歴
宇都宮市で生まれ、筑波大学国際総合学類に進学。一年次の2001年には、「アメリカ横断ウオーク2001」（日本ウオーキング協会、読売新聞社主催、KDDI特別協賛）の隊員に選ばれ、162日間をかけてアメリカを徒歩で横断した。ラリードライバーとして全日本ラリー選手権に数度にわたって参加し、2016年の第3戦・JN4クラス、2018年の第6戦・JN5クラスでは優勝を果たしている。

## エピソード
- 「アメリカ横断ウオーク2001」を走破した後、2001年9月11日(アメリカ時間)に出国予定だったが、アメリカ同時多発テロ事件の発生により、飛行機の運航が禁止されたため、出国は13日にずれ込んだ[3]。

## 戦歴
いずれもドライバーとしての参加。コ・ドライバーは木村裕介。
- 2013年全日本ラリー選手権第８戦 「第41回M.C.S.C.ラリーハイランドマスターズ2013」JN4クラス　- 3位(SUBARU・GDBインプレッサ)[4]
- 2016年全日本ラリー選手権第３戦 「若狭ラリー2016 Supported by Sammy」JN4クラス - 優勝  (SUBARU・BRZ)[5]
- 2016年全日本ラリー選手権 第6戦 「モントレー2016 in 嬬恋」 JN4クラス　- ２位 (SUBARU・BRZ)[6]
- 2018年全日本ラリー選手権 第5戦 「MONTRE 2018」JN5クラス - 2位（プジョー・208 R2）[7]
- 2018年全日本ラリー選手権 第6戦 「2018 Sammy ARKラリー・カムイ」JN5クラス - 優勝（プジョー・208 R2）[8]